# Собор Спаса Преображения (Таллин)
Спасо-Преображенский собор (эст. Tallinna Issanda Muutmise peakirik) — православная церковь в Таллине (Эстония) в юрисдикции Эстонской апостольской православной церкви, расположена на улице Суур-Клоостри, д. 14.

## История
Собор перестроен в 1732 году из церкви существовавшего здесь прежде женского цистерцианского монастыря Святого Михаила, уже закрытого к этому времени — перед освящением в православный собор здание использовалось как приходская церковь военнослужащих шведского гарнизона.
Собор внесён в Государственный регистр памятников культуры Эстонии как памятник архитектуры и Исторический памятник. При инспектировании 5 сентября 2019 года его состояние было оценено как удовлетворительное.

## Достопримечательности
Барочный иконостас собора создан Иваном Зарудным (1720).
В соборе находится надгробие епископа-священномученика Платона (архитектор Амандус Адамсон, 1931).
Захоронение митрополита Таллинского Александра (Паулуса).
На звоннице — старейший в Таллине церковный колокол (мастер Маттиас Бенинк, 1575).